# Schizofren autism
Schizofren autism, autistiskt beteende, inåtvändhet och avskärmning från omvärlden, är ett kärnsymptom vid schizofreni. Det ingår i Eugen Bleulers huvudsymtomlista från 1911 tillsammans med associationsrubbningar, ambivalens och affektiv rubbning, även kallad Bleulers 4 A:n. Schizofren autism är inte detsamma som den neuropsykiatriska funktionsnedsättningen autism.
Schizofren autism är ett beteende som kännetecknas av inåtvändhet och avskärmning från omvärlden samt av ett tänkande som är koncentrerat kring det egna jaget. Autistiskt beteende kan ibland vara en följd av autistiskt tänkande, det vill säga försjunken i den egna tankevärlden. Symptomet kan orsakas av en störning i det centrala nervsystemet men kan även vara en reaktion på en plågsam verklighet och därmed en medveten eller omedveten strategi för att undvika denna verklighet. Vid schizofren autism stänger den sjuke in sig i sin egen värld och är ofta oemottaglig för information och reaktioner utifrån.[källa behövs]
Vid diagnosticering av schizofreni är det av vikt att personens historia kartläggs, då det finns stor överlappning i symtom mellan schizofreni och den neuropsykiatriska funktionsnedsättningen autism, medan behandlingen av tillstånden skiljer sig. Tillstånden kan även förekomma sida vid sida.